# Tianjin Teda FC
Tianjin Teda F (chineză simplificată: 天津泰达; chineză tradițională: 天津泰達; pinyin: Tiānjīn Tàidá) este un club de fotbal care participă în Prima Ligă Chineză. Este deținută de compania de stat Tianjin TEDA Group.

## Lot
| Nr. |                            | Poziție | Jucător                                  |
| --- | -------------------------- | ------- | ---------------------------------------- |
| 1   | Republica Populară Chineză | P       | Du Jia                                   |
| 2   | Republica Populară Chineză | M       | Huang Chuang (împrumutat de la Gondomar) |
| 3   | Republica Populară Chineză | F       | Zhao Honglüe                             |
| 4   | Republica Populară Chineză | F       | Pan Ximing                               |
| 5   | Republica Populară Chineză | F       | Qiu Tianyi                               |
| 6   | Republica Populară Chineză | M       | Wang Dong (Vice Captain)                 |
| 8   | Republica Populară Chineză | M       | Hu Rentian                               |
| 9   | Senegal                    | A       | Mbaye Diagne                             |
| 10  | Nigeria                    | M       | John Obi Mikel (Vice Captain)            |
| 11  | Republica Populară Chineză | M       | Li Yuanyi                                |
| 13  | Republica Populară Chineză | M       | Wang Qiuming                             |
| 14  | Coreea de Sud              | F       | Hwang Seok-ho                            |
| 15  | Republica Populară Chineză | F       | Liao Bochao                              |
| 16  | Republica Populară Chineză | M       | Guo Yi                                   |
| 17  | Republica Populară Chineză | M       | Hui Jiakang                              |
| 18  | Republica Populară Chineză | A       | Zhou Liao                                |

| Nr. |                            | Poziție | Jucător                               |
| --- | -------------------------- | ------- | ------------------------------------- |
| 19  | Republica Populară Chineză | F       | Bai Yuefeng                           |
| 20  | Republica Populară Chineză | F       | Yang Liyu (împrumutat de la Gondomar) |
| 21  | Republica Populară Chineză | M       | Zhao Yingjie                          |
| 22  | Republica Populară Chineză | M       | Guo Hao                               |
| 23  | Republica Populară Chineză | F       | Nie Tao                               |
| 24  | Republica Populară Chineză | M       | Gao Jiarun                            |
| 25  | Republica Populară Chineză | M       | Mirahmetjan Muzepper                  |
| 26  | Republica Populară Chineză | F       | Cao Yang (Captain)                    |
| 27  | Serbia                     | M       | Nemanja Gudelj                        |
| 28  | Republica Populară Chineză | F       | Tan Wangsong                          |
| 29  | Republica Populară Chineză | P       | Yang Qipeng                           |
| 30  | Republica Populară Chineză | P       | Li Zheng (împrumutat de la Gondomar)  |
| 31  | Republica Populară Chineză | F       | Zhou Qiming                           |
| 32  | Republica Populară Chineză | A       | Lei Yongchi                           |
| 33  | Republica Populară Chineză | M       | Zhou Tong                             |
| 39  | Nigeria                    | A       | Brown Ideye                           |

## Legături externe
- Site oficial